# MLC Centre
Il MLC Centre è un grattacielo di Sydney in Australia.

## Storia e descrizione
L'edificio misura 228 metri (244 metri considerando l'antenna) e presenta 67 piani. Tra gli uffici che lo occupano vi è anche la sede del Consolato statunitense, un centro commerciale ed un teatro di 1.186 posti, il Theatre Royal.
L'immobile, completamente dipinto di bianco, è una torre ottagonale con otto enormi colonne disposte in ogni angolo. Nel 1977, all'epoca del suo completamento, era il grattacielo più alto al di fuori degli Stati Uniti. È stato inoltre l'edificio più alto della città dal 1977 al 1992. Attualmente è di proprietà della GPT Group and Queensland Investment Corporation